# Великий Торешкюбар
Великий Торе́шкюба́р (рос. Большой Торешкюбар, марій. Кугу Торешкӱвар) — присілок у складі Сернурського району Марій Ел, Росія. Входить до складу Верхньокугенерського сільського поселення.

## Населення
Населення — 230 осіб (2010; 218 у 2002).
Національний склад (станом на 2002 рік):
- марі — 99 %